# Девід Моррелл (боксер)
Осварі Девід Моррелл Гутьєррес (ісп. Osvary David Morrell Gutierrez, 18 січня 1998, Санта-Клара) — кубинський професійний боксер, чемпіон світу за версією WBA (Regular) у другій середній (2021—2024) та напівважкій вазі (2024—2025).

## Боксерська кар'єра
На молодіжному чемпіонаті світу 2016 Девід Моррелл став чемпіоном, здобувши у фіналі перемогу над Романом Савицьким (Україна), і був визнаний найкращим бійцем турніру.
2019 року дебютував на професійному рингу. Вже в третьому бою проти Леннокса Аллена (Гаяна) 8 серпня 2020 року одностайним рішенням завоював вакантний титул «тимчасового» чемпіона світу за версією WBA у другій середній вазі. З десяти проведених впродовж 2019—2023 років боїв це єдиний поєдинок, який завершився не достроковою перемогою Моррелла. У січні 2021 року Моррелла підвищили з «тимчасового» чемпіона до «регулярного». Провів шість успішних захистів титулу.
3 серпня 2024 року в андеркарді бою Теренс Кроуфорд — Ісроїл Мадримов зустрівся в бою за вакантний титул «регулярного» чемпіона WBA у напівважкій вазі проти Радівоє Каладжича (США). Моррелл, не викладаючись на повну, здобув впевнену перемогу одностайним рішенням і став чемпіоном світу в другій ваговій категорії.
1 лютого 2025 року вийшов на бій проти «тимчасового» чемпіона WBC в напівважкій вазі непереможного американця Девіда Бенавідеса і програв одностайним рішенням суддів.

### Таблиця боїв
| 12 Перемог (9 нокаутом), 1 Поразка, 0 Нічиїх. |           |                                         |        |            |                  |                                          |                                                                     |
| №                                             | Результат | Противник                               | Спосіб | Раунд, час | Дата             | Місце проведення                         | Примітки                                                            |
| 13                                            | 12-1      | Імам Хатаєв (10-0)                      | SD     | 10         | 12 липня 2025    | Louis Armstrong Stadium, Нью-Йорк        |                                                                     |
| 12                                            | 11-1      | Девід Бенавідес (29-0)                  | UD     | 12         | 1 лютого 2025    | Ті-Мобайл-арена, Парадайз, Невада        | Втратив титул чемпіона WBA (Regular) в напівважкій вазі.            |
| 11                                            | 11-0      | Радівоє Каладжич (29-2)                 | UD     | 12         | 3 серпня 2024    | Бенк оф Каліфорнія Стедіум, Лос-Анджелес | Завоював вакантний титул чемпіона WBA (Regular) в напівважкій вазі. |
| 10                                            | 10-0      | Сена Агбеко (28-3)                      | TKO    | 2 (12)     | 16 грудня 2023   | Minneapolis Armory, Міннеаполіс          | Захистив титул чемпіона WBA (Regular) в другій середній вазі.       |
| 9                                             | 9-0       | Ямагучі Фалькао Флорентіно (24-1-1 (1)) | KO     | 1 (12)     | 22 квітня 2023   | Ті-Мобайл-арена, Парадайз, Невада        | Захистив титул чемпіона WBA (Regular) в другій середній вазі.       |
| 8                                             | 8-0       | Айдос Єрбосинули (16-0)                 | KO     | 12 (12)    | 5 листопада 2022 | Minneapolis Armory, Міннеаполіс          | Захистив титул чемпіона WBA (Regular) в другій середній вазі.       |